# 好莱坞影片
好莱坞影片（英語：Hollywood Pictures）是华特迪士尼影业集团下属的一家制品公司，主要拍摄面向成年观众的戏剧化电影。1989年2月1日成立。2007年4月27日关闭。著名作品有第六感、絕地任務等。